# 오에노 요시토키
오에노 요시토키(일본어: 大江嘉言)는 일본 중고36가선중 한명이다. 헤이안(平安) 중기의 가인(歌人)이었다. 본래 귀족인 오에노 지후루(大江千古|おおえの ちふる)의 손(孫)이었으나, 오스미(大隅)의 수령이었던 유게노 나카노부(弓削仲宣|おおえの ゆげのぶ)의 양자로 들어갔다. 일전엔 유게노(弓削) 가문의 성을 따랐으나, 후에 다시 오에노(大江) 가문의 성으로 개칭했다.
쇼랴쿠(正暦|しょうりゃく)3년 (992년)에 기덴도(紀伝道)의 문장박사(文章博士|もんじょうはかせ)가 되기 위해 문장생(文章生)이 되었다. 탄정소충(弾正少忠)직을 맡으면서 간코(寛弘|かんこう)6년 (1009년)에 다지마(但馬)로 파견되었으나 곧 그해 그곳에서 숨을 거두었다.
가인(歌人)들과의 교류가 많았는데, 후지와라노 나가토(藤原長能|ふじわらの ながとう), 미나모토노 미치나리(源道済|みなもとの みちなり), 노인 법사(能因|のういん) 등과 가단(歌壇)을 만들어 활동하였다. 이들 모두 중고36가선에 포함된 인물들이다.
칙찬와카집(勅撰和歌集)에 31수(首)가 정리되어 있다.